# آرکادی فیلیپنکو
آرکادی فیلیپنکو (اوکراینی: Аркадій Дми́трович Филипенко، آوانگاری: Arkadii Dmytrovych Fylypenko; ۸ ژانویهٔ ۱۹۱۲ – ۲۴ اوت ۱۹۸۳) آهنگساز، و گیتارنواز اهل اتحاد جماهیر شوروی سوسیالیستی بود.
وی همچنین برندهٔ جوایزی همچون نشان انقلاب اکتبر و نشان پرچم سرخ کار شده‌است.